# Gallegos de Argañán
Gallegos de Argañán és un municipi de la província de Salamanca a la comunitat autònoma de Castella i Lleó. Limita al Nord amb Villar de Argañán, al Nord-est amb Saelices el Chico, al Sud-est amb Carpio de Azaba, al Sud amb Espeja, al Sud-oest amb Fuentes de Oñoro i a l'Oest amb La Alameda de Gardón.

## Demografia
| 1991 | 1996 | 2001 | 2004 |
| ---- | ---- | ---- | ---- |
| 524  | 431  | 401  | 370  |